# Cimetière militaire britannique de Viesly
Le Cimetière militaire britannique de Viesly (Viesly Communal Cemetery )   est un cimetière militaire  de la Première Guerre mondiale situé sur le territoire de la commune de Viesly, Nord. 

## Localisation
Ce cimetière est situé à l'intérieur du cimetière communal, rue de l'église.

## Historique
Occupé dès la fin août 1914 par les troupes allemandes, le village de Viesly est resté  loin des combats jusqu'en octobre 1918 date à laquelle il est capturé temporairement par la 17e division britannique puis évacué, avant d'être définitivement pris le 17 octobre. Ce cimetière a été créé à cette date pour inhumer les victimes de ces combats.

## Caractéristique
Ce cimetière comporte les sépultures de 18 soldats britanniques,dont 6 ne sont pas identifiés et de deux soldats néo-zélandais.

## Sépultures
| Pays             | Sépultures |
| ---------------- | ---------- |
| Royaume-Uni      | 18         |
| Nouvelle-Zélande | 2          |
| Total            | 20         |